# Корно, Ален
Але́н Корно́ (фр. Alain Corneau; 7 августа 1943, Мюн-сюр-Луар, Луаре, Франция — 30 августа 2010, Париж, Франция) — французский кинорежиссёр, сценарист и продюсер.

## Биография
После получения музыкального образования окончил Институт кинематографии (фр. Institut des hautes études cinématographiques) в Париже.
В 1969 году начал путь в «большом кино» в качестве ассистента режиссёра фильма Коста-Гавраса «Признание». Вслед за этим последовали ещё несколько работ в качестве ассистента режиссёра.
В 1973 году дебютировал фильмом «Франция, акционерное общество», притче о легализации наркотиков, который провалился в прокате. Однако последующие фильмы с участием Ива Монтана «Полицейский кольт „Питон 357“» (1976), «Угроза» (1977), «Чёрная серия» (1979) и «Выбор оружия» (1981) вызвали большой общественный резонанс. Эти фильмы отличались несвойственной для того времени в европейском кино «натурализацией» повседневной жестокости. Например, в «Питоне 357» комиссар, несправедливо заподозренный в убийстве любовницы, сжигал лицо кислотой, чтобы избежать опознания свидетелями.
В 1980-х обращается к «большому жанру». Его фильм «Форт Саган» (с участием Жерара Депардьё и Катрин Денёв, 1984) стал на тот период самым дорогим фильмом во Франции.
В 1987 году снял телефильм про Афганистан («Afghanistan, le Pays Interdit») в серии сюжетов под названием «Médecins des Hommes».
В 1992 году картина Корно «Все утра мира», рассказывающая историю знаменитого музыканта XVII века Марена Маре, получила первую премию французского кинематографа — «Сезар». Фильм победил сразу в семи номинациях: за лучший фильм, лучшую режиссуру, лучшую женскую роль второго плана, лучшую операторскую работу, звук, музыку и костюмы.
Также снял фильмы «Индийский ноктюрн» (по одноимённому роману Антонио Табукки), экранизировал роман Амели Нотомб «Страх и трепет».
Последняя работа режиссёра — триллер «Преступление страсти» (фр. Crime d’amour), который вышел на экраны французских кинотеатров уже после смерти режиссёра, в августе 2010 года.

## Фильмография

### Режиссёр
- 1974 — «Франция, акционерное общество» / France société anonyme
- 1976 — «Полицейский кольт „Питон 357“» / Police Python 357
- 1977 — «Угроза» / La menace
- 1979 — «Чёрная серия» / Série noire
- 1981 — «Выбор оружия» / Le choix des armes
- 1984 — «Форт Саган» / Fort Saganne
- 1986 — «Малыш» / Le môme
- 1989 — «Индийский ноктюрн» / Nocturne indien
- 1991 — «Против забвения» / Contre l'oubli
- 1991 — «Все утра мира» / Tous les matins du monde
- 1995 — «Новый Свет» / Le nouveau monde
- 1995 — «Люмьер и компания» / Lumière et compagnie
- 1997 — «Кузен» / Le cousin
- 2000 — «Властелин Пацифиды» / Le prince du Pacifique
- 2003 — «Страх и трепет» / Stupeur et tremblements
- 2005 — «Синие слова» / Les mots bleus
- 2007 — «Второе дыхание» / Le deuxième souffle
- 2010 — «Преступление страсти» / Crime d'amour

### Сценарист
- 1973 — «Знать запрещено» / Défense de savoir
- 1974 — «Франция, акционерное общество» / France société anonyme (адаптация)
- 1976 — «Полицейский кольт „Питон 357“» / Police Python 357
- 1977 — «Угроза» / La menace
- 1979 — «Чёрная серия» / Série noire (адаптация)
- 1981 — «Выбор оружия» / Le choix des armes
- 1984 — «Форт Саган» / Fort Saganne (и адаптация)
- 1986 — «Малыш» / Le môme (и адаптация)
- 1989 — «Индийский ноктюрн» / Nocturne indien (адаптация)
- 1991 — «Все утра мира» / Tous les matins du monde (адаптация)
- 1995 — «Новый Свет» / Le nouveau monde (адаптация)
- 1997 — «Кузен» / Le cousin
- 2000 — «Властелин Пацифиды» / Le prince du Pacifique (адаптация)
- 2003 — «Страх и трепет» / Stupeur et tremblements
- 2005 — «Синие слова» / Les mots bleus (и роман, и адаптация)
- 2007 — «Второе дыхание» / Le deuxième souffle (и адаптация)
- 2010 — «Преступление страсти» / Crime d'amour (адаптация)
- 2012 — «Страсть» / Passion

## Награды и премии
В 2004 году получил премию имени Рене Клера от Французской академии, которая вручается за творческий вклад, а в 2010 — кинематографическую премию имени Анри Ланглуа.
Корно также был лауреатом фестиваля в Карловых Варах и Монреальского международного кинофестиваля, участвовал в Каннском и Берлинском кинофестивалях.